# Iranada atrior
Iranada atrior là một loài bướm đêm trong họ Noctuidae.